# День работников прокуратуры (Украина)
День работников прокуратуры (укр. День працівників прокуратури) — украинский профессиональный праздник работников прокуратуры, отмечается ежегодно, 1 декабря.
«День работника прокуратуры» получил на Украине статус официального государственного профессионального праздника в 2000 году. 2 ноября 2000 года в столице Украины — Киеве, президент Украины Л. Д. Кучма подписал Указ № 1190/2000 «Про День работников прокуратуры», который предписывает отмечать эту дату ежегодно, 1 декабря. В президентском указе Л. Кучмы в частности говорилось, что новый профессиональный праздник в стране вводится «учитывая выдающуюся роль органов прокуратуры Украины в укреплении законности, защите прав человека и гражданина, а также вклад работников прокуратуры в дело развития Украины как правового государства».
Таким образом можно сказать, что введение этого праздника есть дань уважения со стороны украинской власти всем работникам прокуратуры Украины за их ратный труд.
Дата для проведения Дня работников прокуратуры была выбрана главой государства не случайно. Именно в этот день в 1991 году, Верховная рада Украины приняла Закон Украины «О прокуратуре», а также ряд других нормативных актов регламентирующих деятельность этой организации. На базе этой правовой платформы украинская прокуратура действует и по сей день.
Уже сложилась традиция: в День работников прокуратуры Украины руководство страны и высшие должностные лица прокуратуры Украины поздравляют работников с этим профессиональным праздником, а наиболее отличившиеся из них награждаются внеочередными званиями, премиями, памятными подарками, правительственными наградами, грамотами и благодарностями.
День работников прокуратуры Украины не является нерабочим днём, если не попадает на выходной.